# 이규현 (1922년)
이규현(李揆現, 1922년 4월 27일~2004년 3월 17일)은 대한민국의 관료, 언론인이다. 제22대 문화공보부 장관(1979. 12.~1980. 5.)을 지냈다.

## 생애
1922년 경기도 경성부 종로방(현 서울특별시 종로구)에서 출생하였다. 일본 와세다 대학 문학과를 중퇴하였다.
6.25 전쟁 당시 김일성대학에서 영어를 가르치던 중 북한군에게 징집되어 포로가 된 윌리엄 F. 딘 소장의 통역을 맡았었다
1950년 10월 미군에 귀순하여 딘 소장이 생존하여 포로 상태인 것을 진술하고 구출을 요청하였다.
6.25 전쟁 휴전 후 석방되어 대한민국에 정착하였다.
언론인의 길을 걷다 관료가 되어 문화공보부 장관까지 오른다.